# Paddle (spelbesturingsapparaat)

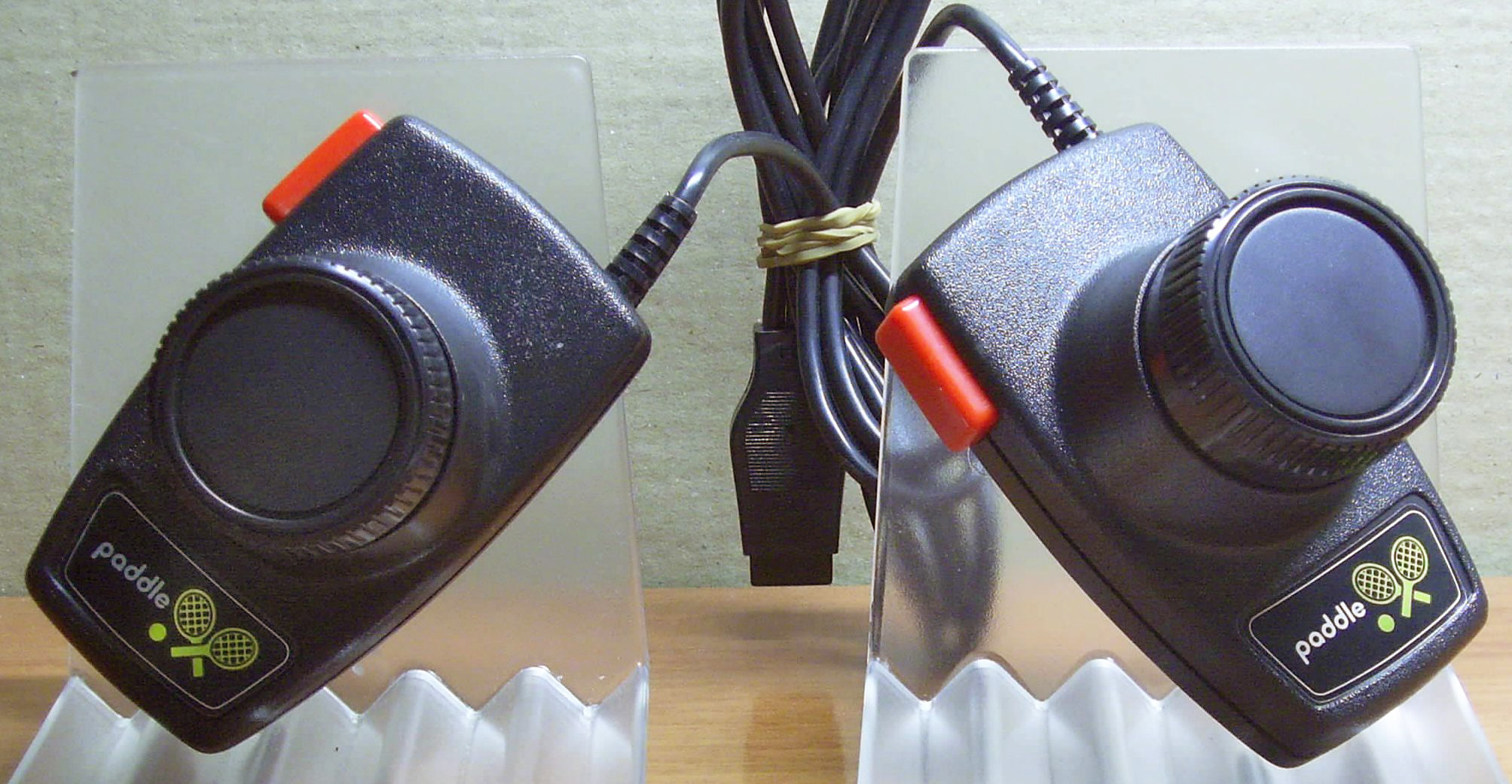
Twee Atari paddles.

Een paddle is een spelbesturingsapparaat met een draaiknop en één of meerdere (vuur)knoppen. De draaiknop wordt gebruikt om een spelobject te besturen langs een as.

## Werking
De draaiknop is normaliter mechanisch gekoppeld aan een potentiometer, om een variabel voltageniveau te produceren dat met de positie van de draaiknop ten opzichte van een vast uitgangspositie fluctueert. Een paddle derhalve een absoluut positiebepalend besturingsapparaat. Zonder enige voorkennis kan de sensor worden gelezen en de uitkomst direct de positie van de paddleknop aangeeft.

## Trivia
- De naam paddle verwijst oorspronkelijk naar de Engelse benaming van het bij tafeltennis gebruikte bat of palet. Aangezien het eerste succesvolle computerspel Pong met een dergelijk apparaat werd bestuurd, werd het een paddle genoemd.